# Eugene James Martin

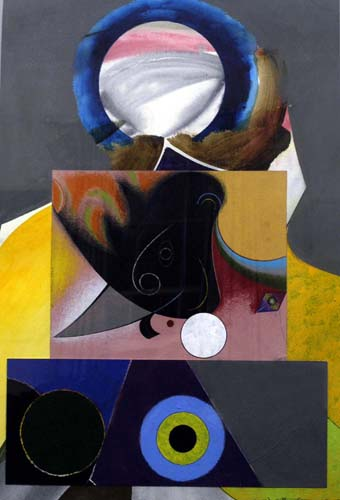
Midnight Golfer (1990)

Eugene James Martin (Washington, 24 juli 1938 – Lafayette, Louisiana, 1 januari 2005) was een Afro-Amerikaans beeldend kunstenaar.
Martin staat bekend om zijn persoonlijke, vaak licht humoristische collages, tekeningen en schilderijen, die hij wel "satirische abstracten" noemde.
Zijn kunstwerken maken deel uit van talrijke privékunstverzamelingen en museumcollecties.